# لوريم إيبسوم

استخدام "لوريم إيبسوم" لتركيز الاهتمام على عناصر صفحة الويب

لوريم إيبسوم (بالإنجليزية: Lorem ipsum) طريقة لكتابة النصوص في النشر والتصميم الجرافيكي تستخدم بشكل شائع لتوضيح الشكل المرئي للمستند أو الخط دون الاعتماد على محتوى ذي معنى. يمكن استخدام لوريم إيبسوم قبل نشر النسخة النهائية.

## ما أصله؟
خلافاَ للاعتقاد السائد فإن لوريم إيبسوم ليس نصاَ عشوائياً، بل إن له جذور في الأدب اللاتيني الكلاسيكي منذ العام 45 قبل الميلاد، مما يجعله أكثر من 2000 عام في القدم. قام البروفيسور «ريتشارد ماك لينتوك» (Richard McClintock) وهو بروفيسور اللغة اللاتينية في جامعة هامبدن-سيدني في فيرجينيا بالبحث عن أصول كلمة لاتينية غامضة في نص لوريم إيبسوم وهي "consectetur"، وخلال تتبعه لهذه الكلمة في الأدب اللاتيني اكتشف المصدر الغير قابل للشك. فلقد اتضح أن كلمات نص لوريم إيبسوم تأتي من الأقسام 1.10.32 و 1.10.33 من كتاب «حول أقاصي الخير والشر» (de Finibus Bonorum et Malorum) للمفكر شيشيرون (Cicero) والذي كتبه في عام 45 قبل الميلاد. هذا الكتاب هو بمثابة مقالة علمية مطولة في نظرية الأخلاق، وكان له شعبية كبيرة في عصر النهضة. السطر الأول من لوريم إيبسوم "Lorem ipsum dolor sit amet.." يأتي من سطر في القسم 1.20.32 من هذا الكتاب.
للمهتمين قمنا بوضع نص لوريم إبسوم القياسي والمُستخدم منذ القرن الخامس عشر في الأسفل. وتم أيضاً توفير الأقسام 1.10.32 و 1.10.33 من «حول أقاصي الخير والشر» (de Finibus Bonorum et Malorum) لمؤلفه شيشيرون (Cicero) بصيغها الأصلية، مرفقة بالنسخ الإنكليزية لها والتي قام بترجمتها هـ.راكهام (H. Rackham) في عام 1914.

## ما فائدته؟
هناك حقيقة مثبتة منذ زمن طويل وهي أن المحتوى المقروء لصفحة ما سيلهي القارئ عن التركيز على الشكل الخارجي للنص أو شكل توضع الفقرات في الصفحة التي يقرأها. ولذلك يتم استخدام طريقة لوريم إيبسوم لأنها تعطي توزيعاَ طبيعياَ -إلى حد ما- للأحرف عوضاً عن استخدام «هنا يوجد محتوى نصي، هنا يوجد محتوى نصي» فتجعلها تبدو (أي الأحرف) وكأنها نص مقروء. العديد من برامح النشر المكتبي وبرامح تحرير صفحات الويب تستخدم لوريم إيبسوم بشكل افتراضي كنموذج عن النص، وإذا قمت بإدخال "lorem ipsum" في أي محرك بحث ستظهر العديد من المواقع الحديثة العهد في نتائج البحث. على مدى السنين ظهرت نسخ جديدة ومختلفة من نص لوريم إيبسوم، أحياناً عن طريق الصدفة، وأحياناً عن عمد كإدخال بعض العبارات الفكاهية إليها.

## أين أجده؟
هنالك العديد من الأنواع المتوفرة لنصوص لوريم إيبسوم، ولكن الغالبية تم تعديلها بشكل ما عبر إدخال بعض النوادر أو الكلمات العشوائية إلى النص. إن كنت تريد أن تستخدم نص لوريم إيبسوم ما، عليك أن تتحقق أولاً أن ليس هناك أي كلمات أو عبارات محرجة أو غير لائقة مخبأة في هذا النص. بينما تعمل بعض مولّدات نصوص لوريم إيبسوم على الإنترنت على إعادة تكرار مقاطع من نص لوريم إيبسوم نفسه عدة مرات بما تتطلبه الحاجة، فأن البعض الأخر يستخدم كلمات من قاموس يحوي على أكثر من 200 كلمة لا تينية، مضاف إليها مجموعة من الجمل النموذجية، لتكوين نص لوريم إيبسوم ذو شكل منطقي قريب إلى النص الحقيقي. وبالتالي يكون النص الناتح خالي من التكرار، أو أي كلمات أو عبارات غير لائقة أو ما شابه.

## مثال بالعربية
"خسائر اللازمة ومطالبة حدة بل. الآخر الحلفاء أن غزو، إجلاء وتنامت عدد مع. لقهر معركة لبلجيكا، بـ انه، ربع الأثنان المقيتة في، اقتصّت المحور حدة و. هذه ما طرفاً عالمية استسلام، الصين وتنامت حين 30, ونتج والحزب المذابح كل جوي. أسر كارثة المشتّتون بل، وبعض وبداية الصفحة غزو قد، أي بحث تعداد الجنوب.
قصف المسرح واستمر الاتحاد في، ذات أسيا للغزو، الخطّة و، الآخر لألمانيا جهة بل. في سحقت هيروشيما البريطاني يتم، غريمه باحتلال الأيديولوجية، في فصل، دحر وقرى لهيمنة الإيطالية 30. استبدال استسلام القاذفات عل مما. ببعض مئات وبلجيكا، قد أما، قِبل الدنمارك حتى كل، العمليات اليابانية انه أن.
حتى هاربر موسكو ثم، وتقهقر المنتصرة حدة عل، التي فهرست واشتدّت أن أسر. كانت المتاخمة التغييرات أم وفي. ان وانتهاءً باستحداث قهر. ان ضمنها للأراضي الأوروبية ذات.
حشد الثقيل المنتصر ثم، أسر قررت تم. وغير تصفح الحزب واستمر، مشروط الساحلية هذا ان. أما معركة لبلجيكا، من، الألوف الثقيلة الإنجليزية أسر 30. 30 دار أمام أحدث، أما بحشد الهادي الدولارات ما، هو الحزب الصفحة محاولات قبل. وبحلول الخنادق الأوروبية، ان غير، وليرتفع برلين، انه، انتباه الوزراء البولندي تم تلك.
كما أن وقام وبدأت، لم أدوات للمجهود بلا. إذ لها الأول الستار، تحت وصغار مدينة عل. أي بحشد ليرتفع الساحلية أما، ليركز الهادي للأسطول ما هذا، أسابيع الروسية وتم عن. وفي مع شدّت فكان أدوات. سمّي تعداد ونستون هذا ما. به، بـ الخاصّة هيروشيما، وربع جندي الشهير الساحل.
يكن لعدم الثانية عل، جديداً الخاطفة منشوريا بها تم، إذ جهة الأمم الجنوب. أي أما الحربية المعارك، قد وعلى الحربي، الأولية جعل. بحث إعادة قُدُماً ان، بحث أطراف استولت شموليةً ما. الغزو قبضتهم للسيطرة عدد أم. دون أي بالقصف العالم، للأسطول.
مدن ثم للسيطرة سنغافورة، أفاق الاعتداء أخر 30, لمّ أسيا غرّة، مع. هو ودول وجهان فقد، في الوراء وبالتحديد، غير. وألمّ وجهان به، ان ربع حصدت وحزبه، أم جعل بشكل سابق الكونجرس. وضم يقوم الأولية شموليةً أن، أي ربع طرفاً الأرضية.
ذلك بالفشل ونستون ابتدعها قد. لها قد مساعدة الحلفاء، واشتدّت الهزائم إلى كل. تم البلطيق الحيلولة دار، عن به، تُصب البرية والحلفاء. مشارف واشتدّت شبح كل، بتخصيص بل مما. الحرة بقيادة تم وصل.
لغزو احتار كل أسر، بـ هُزم النمسا الخاسر بعد، من مسرح ألمانيا البشريةً فعل. والجنوب ارتكبها وبالتحديد، فعل. الا مع قِبل أمدها جديداً. بوابة الضغوط أن ولم. قد لمّ مكثّفة دنكيرك. جهة وبعض شعار ان.
بحق نهاية تكاليف بريطانيا، ما، إلى أن النزاع الألماني. حرب غزوه أصقاع القوقازية تم، حتى كل ألماني بقيادة والكوري، بلا أجزاء مواقعها بل. عدد عقبت بالسيطرة عل. دول معقل لهذه أسابيع. أن وقد وباءت المجتمع، هجوم وبغطاء ذلك هو. تعديل فهرست."

## النصوص الاصلية
نص لوريم إيبسوم القياسي والمستخدم منذ القرن الخامس عشر
"Lorem ipsum dolor sit amet, consectetur adipisicing elit, sed do eiusmod tempor incididunt ut labore et dolore magna aliqua. Ut enim ad minim veniam, quis nostrud exercitation ullamco laboris nisi ut aliquip ex ea commodo consequat. Duis aute irure dolor in reprehenderit in voluptate velit esse cillum dolore eu fugiat nulla pariatur. Excepteur sint occaecat cupidatat non proident, sunt in culpa qui officia deserunt mollit anim id est laborum."
القسم 1.10.32 من «حول أقاصي الخير والشر» (de Finibus Bonorum et Malorum) لمؤلفه شيشيرون (Cicero) في سنة 45 قبل الميلاد
"Sed ut perspiciatis unde omnis iste natus error sit voluptatem accusantium doloremque laudantium, totam rem aperiam, eaque ipsa quae ab illo inventore veritatis et quasi architecto beatae vitae dicta sunt explicabo. Nemo enim ipsam voluptatem quia voluptas sit aspernatur aut odit aut fugit, sed quia consequuntur magni dolores eos qui ratione voluptatem sequi nesciunt. Neque porro quisquam est, qui dolorem ipsum quia dolor sit amet, consectetur, adipisci velit, sed quia non numquam eius modi tempora incidunt ut labore et dolore magnam aliquam quaerat voluptatem. Ut enim ad minima veniam, quis nostrum exercitationem ullam corporis suscipit laboriosam, nisi ut aliquid ex ea commodi consequatur? Quis autem vel eum iure reprehenderit qui in ea voluptate velit esse quam nihil molestiae consequatur, vel illum qui dolorem eum fugiat quo voluptas nulla pariatur?"
ترجمة هـ. راكهام (H. Rackham) في عام 1914
"But I must explain to you how all this mistaken idea of denouncing pleasure and praising pain was born and I will give you a complete account of the system, and expound the actual teachings of the great explorer of the truth, the master-builder of human happiness. No one rejects, dislikes, or avoids pleasure itself, because it is pleasure, but because those who do not know how to pursue pleasure rationally encounter consequences that are extremely painful. Nor again is there anyone who loves or pursues or desires to obtain pain of itself, because it is pain, but because occasionally circumstances occur in which toil and pain can procure him some great pleasure. To take a trivial example, which of us ever undertakes laborious physical exercise, except to obtain some advantage from it? But who has any right to find fault with a man who chooses to enjoy a pleasure that has no annoying consequences, or one who avoids a pain that produces no resultant pleasure?"
القسم 1.10.33 من «حول أقاصي الخير والشر» (de Finibus Bonorum et Malorum) لمؤلفه شيشيرون (Cicero) في سنة 45 قبل الميلاد
"At vero eos et accusamus et iusto odio dignissimos ducimus qui blanditiis praesentium voluptatum deleniti atque corrupti quos dolores et quas molestias excepturi sint occaecati cupiditate non provident, similique sunt in culpa qui officia deserunt mollitia animi, id est laborum et dolorum fuga. Et harum quidem rerum facilis est et expedita distinctio. Nam libero tempore, cum soluta nobis est eligendi optio cumque nihil impedit quo minus id quod maxime placeat facere possimus, omnis voluptas assumenda est, omnis dolor repellendus. Temporibus autem quibusdam et aut officiis debitis aut rerum necessitatibus saepe eveniet ut et voluptates repudiandae sint et molestiae non recusandae. Itaque earum rerum hic tenetur a sapiente delectus, ut aut reiciendis voluptatibus maiores alias consequatur aut perferendis doloribus asperiores repellat."
ترجمة هـ. راكهام (H. Rackham) في عام 1914
"On the other hand, we denounce with righteous indignation and dislike men who are so beguiled and demoralized by the charms of pleasure of the moment, so blinded by desire, that they cannot foresee the pain and trouble that are bound to ensue; and equal blame belongs to those who fail in their duty through weakness of will, which is the same as saying through shrinking from toil and pain. These cases are perfectly simple and easy to distinguish. In a free hour, when our power of choice is untrammelled and when nothing prevents our being able to do what we like best, every pleasure is to be welcomed and every pain avoided. But in certain circumstances and owing to the claims of duty or the obligations of business it will frequently occur that pleasures have to be repudiated and annoyances accepted. The wise man therefore always holds in these matters to this principle of selection: he rejects pleasures to secure other greater pleasures, or else he endures pains to avoid worse pains."